# Marcel Antoine
Pour les articles homonymes, voir Antoine.
Marcel Antoine, né le 10 janvier 1897 à Schaerbeek (province de Brabant, actuellement région de Bruxelles-Capitale) et mort le 14 avril 1959 à Bruxelles, est un chansonnier, caricaturiste, animateur de radio, dessinateur de presse et auteur de bande dessinée belge.

## Biographie
Marcel Antoine naît le 10 janvier 1897 à Schaerbeek,. Il grandit dans les Ardennes. Il fait ses études secondaires à Bruxelles. Il devient principalement actif en tant qu'humoriste au cours de la Première Guerre mondiale.
Il publie ses premiers dessins dans L'Épatant, le journal des Pieds nickelés. Dès 1927, on le retrouve à Pourquoi pas ? où certains dessins sont inspirés par Albert Dubout. En 1933, il réalise deux courtes séries de bandes dessinées Les 36 métiers de Patatje et Les Aventures de Jack22 à la gazette hennuyère Le Populaire.
Puis, on le retrouve à Radio-Belge et à Radio Schaerbeek. Sur Radio Schaerbeek, il réalise des séquences humoristiques rédigées et qu'il interprète : Les Tribulations de Monsieur Slache et de sa femme Toutouneke.
Il invente le personnage de Jules Slache, savoureux « Brusseleer ». Il fait la joie des Bruxellois avec ce personnage et ses émissions sur des radios privées.
Il est fondateur du groupement « La Mine souriante » en 1930,,,. En avril 1930, à l'occasion des fêtes du Centenaire, a lieu le premier « Salon des humoristes » auquel il restera fidèle,. « La Mine souriante » commence à réunir des dessinateurs de presse, des peintres et des sculpteurs. De grands noms de l'humour belge en font partie : Hergé, Léo Campion, Jean Dratz, Jacques Ochs, Stanislas-André Steeman, rejoints plus tard par Jacobs, Morris, Roba et Tillieux,.
Dans les années 1930-1940, il se produit au Poulailler, un cabaret situé au no 4 de la rue Auguste Orts à Bruxelles accompagné de sa pianiste Christiane. Il prend pour nom de scène Slache.
Peu avant la Seconde Guerre mondiale, il lance le magazine Slache, dans lequel il critique Léon Degrelle et le nazisme. Après avoir animé Les Aventures de Boby dans Le Soir ainsi que Bill et Bull dans Bravo !, il fait son entrée au Journal de Spirou en occupant la dernière page du journal en décembre 1939, où il crée Le Grand Voyage de Slache à partir du personnage qu'il animait sur les ondes de Radio Schaerbeek dès septembre 1936,. Concomitamment, ce récit est publié en néerlandais dans Robbedoes sous le titre De Groote Reis van Toone.
Pendant la Guerre, il joue dans des cabarets. Il est attiré à Radio Bruxelles, il débarque avec sa panoplie de personnages humoristiques Slache, Toutouneke, Olive et Rigobert,.
Le 8 septembre 1945, il anime le « Bal de la Victoire » avec le capitaine Richard Evans (en) de la BBC, un événement organisé par La Dernière Heure et Le Soir en l'honneur des libérateurs.
Principal caricaturiste de L'Action wallonne, il collabore, après 1945, au journal libéral liégeois Le Pays libre et co-fonde le journal satyrique Pan avec Léo Campion et le dessinateur Jean-Léo qu’il dirige de 1945 à 1948. Dix ans plus tard, il est l’une des figures de proue de « La Belgique Joyeuse » à l’Exposition universelle de 1958.
Il fonde encore l'éphémère journal Cancan en 1959 dont la publication est interrompue par son décès.
Il meurt le 14 avril 1959 à Bruxelles, à l'âge de 62 ans.

## Œuvres
- Scheele Mie ![21] : poème folklorique / de Marcel Antoine. Bruxelles : M. Lelong , s.d..
- On a eu chaud !!..[21] : poème folklorique / de Marcel Antoine. Bruxelles : J. Crémer , s.d..
- Elle jouait de la petite flûte[21] : Chanson sketch / musique de Paule Muray ; paroles de Marcel Antoine. Louvain : F. Mottart , s.d..
- Y a pas de roses...sans épines...[21] : Fox-Trot / musique de Paule Muray ; paroles de Marcel Antoine. Louvain : F. Mottart , s.d..
- Voix : La revue des choses que vous aimez[21] / Rédacteur en chef gérant : Raymond F.I. Vandervoorde. Ixelles : La Voix de son maître, 1930-.
- Almanach de Slache[21] / présenté par Marcel Antoine. Bruxelles, 1940.

### Illustrations
- Eddy D'Hondt, Le lingala pour tous : Le lingala tel qu'on le parle, Bruxelles, Éditions Louis Cuypers, 1957, 206 p., ill. ; 22 cm (OCLC 1400645010)

### Anthologie
- Marcel Antoine et Georges Lebouc (présentation), Slache[22], Bruxelles, Éditions Racine, 2004, 168 p., ill. ; 23,6 cm (ISBN 9782873863760 et 2873863765)